# Nebrodi

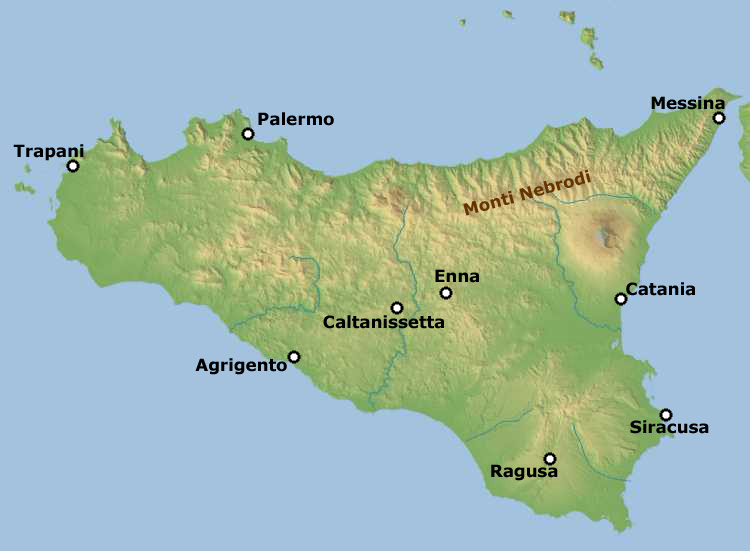
Ligging van de Nebrodi

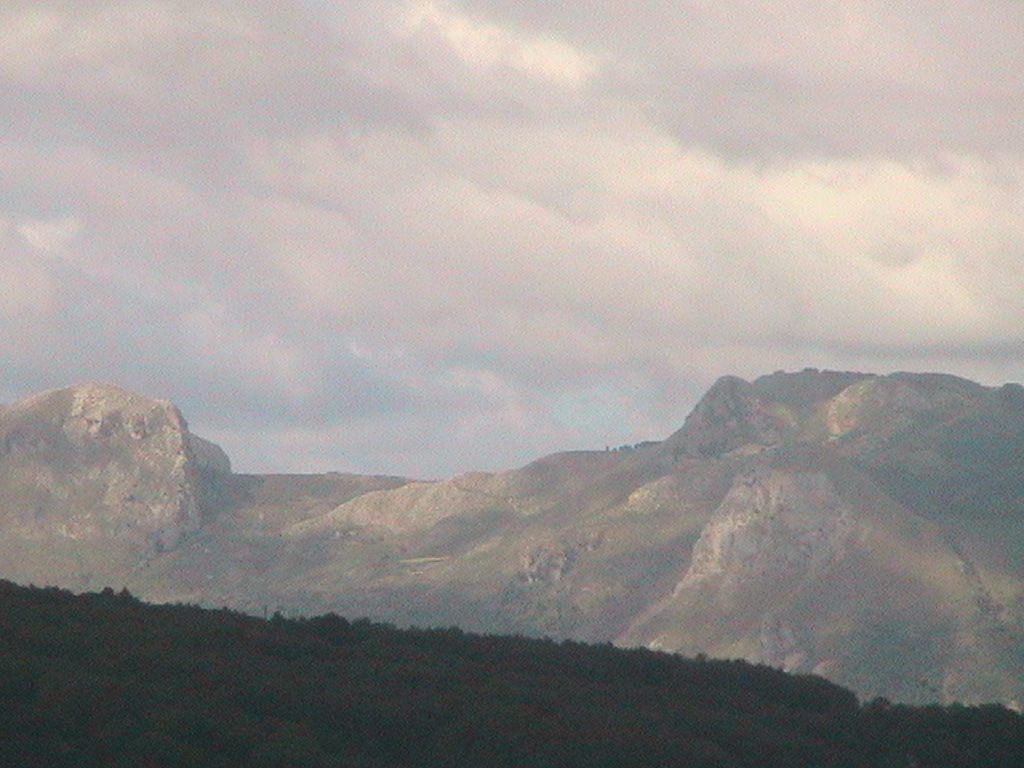
De Rocca del Crasto gezien vanaf Ficarra

De Nebrodi (Italiaans: Monti Nebrodi, Siciliaans: Munti Nèbbrudi) is een gebergte in het noordoosten van het Italiaanse eiland Sicilië. Samen met de Madonie en de Peloritani worden de Nebrodi soms gerekend tot de Siciliaanse Apennijnen.
In de Nebrodi liggen onder meer de plaatsen Troina, Nicosia, Mistretta, alsook enkele andere dorpen in de provincie Messina.

## Ligging
De Nebrodi worden aan de oostzijde begrensd door de Peloritani, terwijl de Madonie de westgrens vormen. De Tyrreense Zee ligt ten noorden van Nebrodi. Aan de zuidzijde wordt het gebergte afgebakend door de Etna, waarvan het gescheiden wordt door de rivieren de Alcantara en de Simeto. Meerdere bergtoppen van de Nebrodi overschrijden een hoogte van 1500 meter. De hoogste pieken zijn de Monte Soro (1847 meter) en de Serra del Re (1754 meter). Het gebergte bestaat grotendeels uit zandsteen- en kleirotsen, maar omvat ook kalksteenlandschappen zoals de Rocche del Crasto.
Veel van de lagere hellingen van het gebergte worden bedekt door dichte bossen van kurkeiken. In de middelhoge zones zijn veel eiken te vinden, terwijl op grotere hoogte veeleer beuken en taxusbomen groeien. Een deel van de bossen is gekapt om plaats te maken voor bergweides.

## Parco dei Nebrodi
Op 4 augustus 1994 kregen grote delen van de Nebrodi de status van nationaal park toegekend. Hiermee worden de flora en fauna in het gebied beschermd. Het Parco dei Nebrodi beslaat een oppervlak van 856,87 m². 